# 1994 في البرازيل
فيما يلي قوائم الأحداث التي وقعت خلال عام 1994 في البرازيل.

## سياسة

### انتهاء فترة المنصب
- 30 مارس – فيرناندو أنريك كاردوسو وزير المالية.
- 31 ديسمبر – إيتامار فرانكو رئيس البرازيل.

## رياضة
- 1 يناير – الدوري البرازيلي لكرة القدم 1994
- 27 مارس – جائزة البرازيل الكبرى 1994 الفائز مايكل شوماخر.

## كتب
من الكتب التي صدرت هذه السنة في البرازيل:
- 1 يناير – على نهر بيدرا جلست وبكيت من تأليف باولو كويلو.

## مواليد

### يناير
- 9 يناير – إدميلسون براغا بيسب جونيور لاعب كرة قدم برازيلي.
- 11 يناير – خوسيه توليدو لاعب كرة يد برازيلي.
- 11 يناير – روجيريو مورايس فيريرا لاعب كرة يد برازيلي.
- 20 يناير – لوكاس بيازون لاعب كرة قدم برازيلي.
- 23 يناير – إيزابيلا رامونا لاعبة كرة سلة برازيلية.
- 29 يناير – جواو بيدرو سيلفا لاعب كرة يد برازيلي.

### فبراير
- 1 فبراير – تاليسكا لاعب كرة قدم برازيلي.
- 14 فبراير – روبسون جانواريو دي باولا لاعب كرة قدم برازيلي.

### مارس
- 3 مارس – برونو ديبا لاعب كرة قدم برازيلي.
- 4 مارس – باتريك مارسيلينو لاعب كرة قدم برازيلي.
- 8 مارس – غوستافو مارمينتيني لاعب كرة قدم برازيلي.
- 9 مارس – جون كلي لاعب كرة قدم برازيلي.
- 22 مارس – دوغلاس سانتوس لاعب كرة قدم برازيلي.
- 28 مارس – ليو بوناتيني لاعب كرة قدم برازيلي.

### أبريل
- 13 أبريل – ويليان بوب لاعب كرة قدم برازيلي.
- 19 أبريل – كايو لوكاس فرنانديز لاعب كرة قدم برازيلي.
- 27 أبريل – نيكولاس كاتاياما لاعب كرة قدم برازيلي.
- 30 أبريل – تياغو أنريك دا سيلفا بريرا لاعب كرة قدم برازيلي.

### مايو
- 1 مايو – والاس أوليفييرا دوس سانتوس لاعب كرة قدم برازيلي.
- 13 مايو – جيفرسون لاعب كرة قدم برازيلي.
- 14 مايو – ماركينيوس لاعب كرة قدم برازيلي.
- 16 مايو – تاميريس مورينا ليما لاعبة كرة يد برازيلية.
- 31 مايو – تياغو مونتيرو لاعب تنس برازيلي.

### يونيو
- 4 يونيو – تياغينيو لاعب كرة قدم برازيلي.
- 27 يونيو – رونالدو هنريكه لاعب كرة قدم برازيلي.

### يوليو
- 18 يوليو – لورا ريزوتو

### أغسطس
- 2 أغسطس – لورا بيجوسي لاعبة كرة مضرب برازيلية.
- 5 أغسطس – فيليبي دي أوليفيرا باروس لاعب كرة قدم برازيلي.
- 7 أغسطس – دوغلاس دا سيلفا
- 30 أغسطس – بابلو يان فيريرا لاعب كرة قدم برازيلي.
- 30 أغسطس – ماتيوس كاراميلو لاعب كرة قدم برازيلي.

### سبتمبر
- 11 سبتمبر – ماتيوس دوس سانتوس كاسترو لاعب كرة قدم برازيلي.

### أكتوبر
- 1 أكتوبر – بيدرو روشا نيفيز لاعب كرة قدم برازيلي.

### نوفمبر
- 8 نوفمبر – ماتيوس دوريا لاعب كرة قدم برازيلي.
- 18 نوفمبر – ايلتون سيزار جونيور ألفيس دا سيلفا لاعب كرة قدم برازيلي.

## وفيات

### مايو
- 1 مايو – آيرتون سينا (مواليد 1960)

### ديسمبر
- 8 ديسمبر – أنطونيو كاهلوز جوبيم (مواليد 1927)